# 다나카 도시야 (1997년)
다나카 도시야(일본어: 田中 稔也, 1997년 12월 2일~)는 일본의 축구 선수이다.

## 구단 경력
그는 2016년 J1리그의 가시마 앤틀러스에 입단했다. 2019년 J3리그의 더스파구사쓰 군마로 이적했다. 2019년 J3리그 준우승으로 J2리그로 승격했다. 2022년까지 132경기에 출전하여, 14득점을 넣었다. 2023년부터 2024년까지 레노파 야마구치 FC에서 뛰었다. 2025년 J3리그의 가고시마 유나이티드 FC로 이적했다.